# With Us Until You're Dead
Albums de Archive
Controlling Crowds Part IV
(2009) Axiom
(2014)
With Us Until You're Dead est le neuvième album studio d'Archive, sorti le 27 août 2012. C'est le premier album du groupe sortant sur leur propre label.

## Titres
| 1.    | Wiped Out                       | Griffiths, Keeler   | Keeler, Griffiths | 6:20 |
| 2.    | Interlace                       | Pen                 | Keeler            | 4:43 |
| 3.    | Stick Me In My Heart            | Griffiths, Berrier  | Keeler            | 3:57 |
| 4.    | Conflict                        | Pen                 | Keeler            | 5:01 |
| 5.    | Violently                       | Griffiths, Martin   | Griffiths, Keeler | 6:24 |
| 6.    | Calm Now                        |                     | Keeler, Griffiths | 3:53 |
| 7.    | Silent                          | Griffiths, Quintile | Keeler, Griffiths | 5:39 |
| 8.    | Twisting                        | Berrier             | Keeler            | 4:02 |
| 9.    | Things Going Down               | Griffiths, Quintile | Griffiths, Keeler | 1:52 |
| 10.   | Hatchet                         | Martin, Griffiths   | Keeler, Griffiths | 4:16 |
| 11.   | Damage                          | Berrier, Griffiths  | Keeler, Griffiths | 6:50 |
| 12.   | Rise                            | Pen                 | Keeler            | 2:52 |
| 13.   | Aggravated Twisted Fill (Bonus) |                     |                   | 3:36 |
| 14.   | Soul Tired (Bonus)              |                     |                   | 3:51 |
| 63:08 |                                 |                     |                   |      |